# Placosaris ingestalis
Placosaris ingestalis là một loài bướm đêm trong họ Crambidae.